# To Terrapin: Hartford '77
Albums de Grateful Dead
Road Trips Volume 2 Number 2
(2009) Road Trips Volume 2 Number 3
(2009)
To Terrapin: Hartford '77 est un album live du Grateful Dead sorti en 2009.
Ce triple album retrace l'intégralité du concert donné le 28 mai 1977 au Hartford Civic Center de Hartford, dans le Connecticut. Ce concert est le dernier de la tournée du printemps 1977 sur la côte Est des États-Unis.

## Titres

### CD 1
1. Bertha (Jerry Garcia, Robert Hunter) - 6:46
2. Good Lovin' (Artie Resnick, Rudy Clark) - 5:34
3. Sugaree (Garcia, Hunter) - 19:18
4. Jack Straw (Bob Weir, Hunter) - 6:23
5. Row Jimmy (Garcia, Hunter) - 10:43

### CD 2
1. New Minglewood Blues (Noah Lewis) - 6:37
2. Candyman (Garcia, Hunter) - 7:04
3. Passenger (Phil Lesh, Peter Monk) - 3:40
4. Brown-Eyed Woman (Garcia, Hunter) - 6:12
5. The Promised Land (Chuck Berry) - 4:26
6. Samson and Delilah (trad. arr. Weir) - 8:05
7. Tennessee Jed (Garcia, Hunter) - 9:04

### CD 3
1. Estimated Prophet (Weir, Barlow) - 11:35
2. Playing in the Band (Hunter, Mickey Hart, Weir) - 10:59
3. Terrapin Station (Garcia, Hunter) - 11:06
4. Drums (Hart, Bill Kreutzmann) - 1:30
5. Not Fade Away (Buddy Holly, Norman Petty) - 15:11
6. Wharf Rat (Hunter, Garcia) - 10:18
7. Playing in the Band (Hunter, Hart, Weir) - 6:42
8. One More Saturday Night (Weir) - 5:20
9. U.S. Blues (Garcia, Hunter)  - 6:47

## Musiciens
- Jerry Garcia : guitare, chant
- Donna Jean Godchaux : chant
- Keith Godchaux : claviers
- Mickey Hart : batterie
- Bill Kreutzmann : batterie
- Phil Lesh : guitare basse, chant
- Bob Weir : guitare, chant